# Маркированный конверт

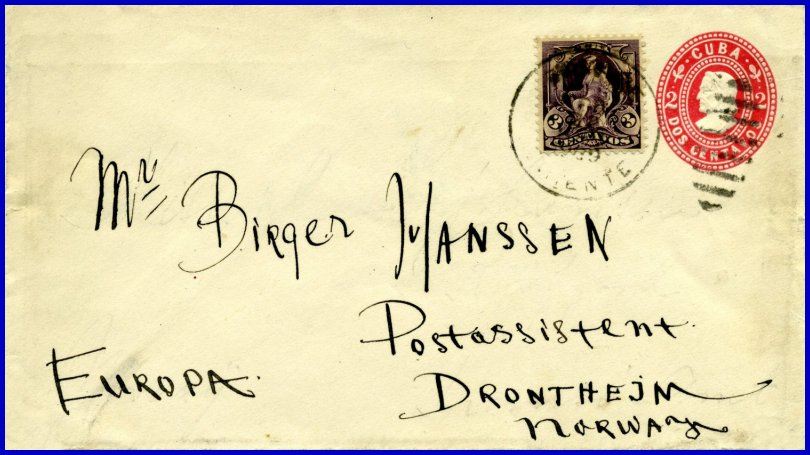
номиналом в 2 сентаво типа «Колумб» и наклеенной почтовой маркой номиналом в 3 сентаво, отправленный в Норвегию около 1904 года

Маркированный конверт — собирательное название различных почтовых конвертов с напечатанным[≡] или вытисненным знаком почтовой оплаты[≡], часто в виде стандартных почтовых марок, указывающим на предоплату почтового сбора. Это один из видов цельных вещей.

## Описание

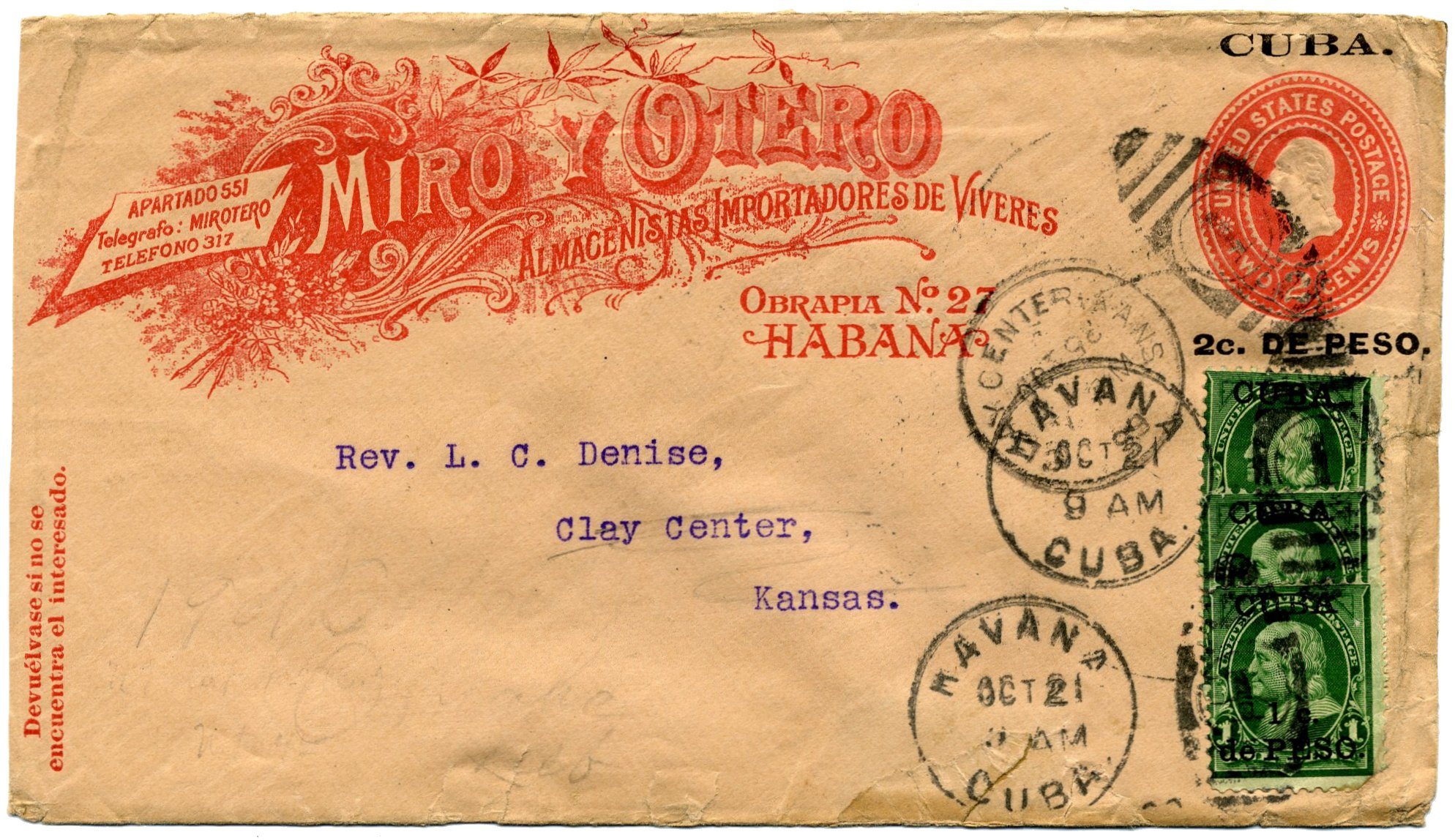
, который был дополнительно франкирован стандартными марками и отправлен из Военное правительство США на Кубе (1899)

В Государственном стандарте Российской Федерации «ГОСТ Р 51506-99. Конверты почтовые. Технические требования. Методы контроля» (2000) приводится следующее определение:

Конверт маркированный — конверт с типографским изображением на нём почтовой марки.

На некоторых маркированных конвертах может присутствовать адресный уголок — напечатанный обратный адрес на конверте, как правило, в верхнем левом углу. Он может варьировать от простого указания города (округа и т. д.) до сложной иллюстрированной рекламы коммерческого предприятия. Адресные уголки наносятся либо типографским способом после приобретения партии конвертов, либо путём заказа в государственной организацией, которая изготавливает маркированные конверты[≡].

## Примеры по странам

### Великобритания
Значимым собранием ранних английских маркированных конвертов является Коллекция Шерборна в составе Филателистических коллекций Британской библиотеки. В ней представлены конверты 1841—1885 годов с вытисненным знаком почтовой оплаты розового цвета с изображением королевы Виктории номиналом в 1 пенни[≡]. Коллекция была создана Ч. Дэвисом Шерборном (англ. C. Davis Sherborn) и передана в дар Британскому музею в 1913 году.

Примеры маркированных конвертов Великобритании
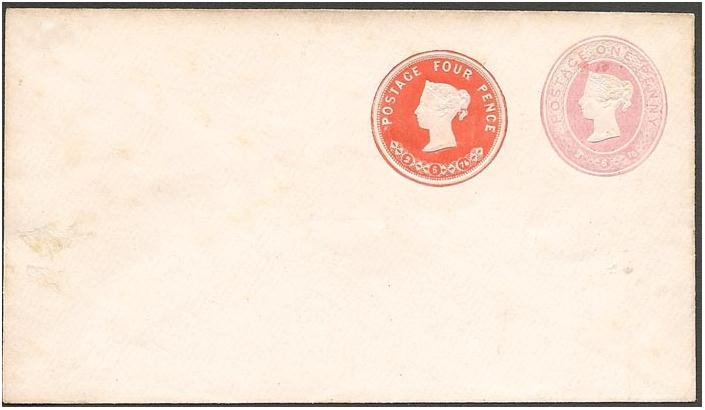
Чистый конверт[^] с маркой в 1 пенни с вытисненным изображением королевы Виктории[^], на который дополнительно наклеена вырезка[англ.] 4-пенсового знака почтовой оплаты (1876)[^]
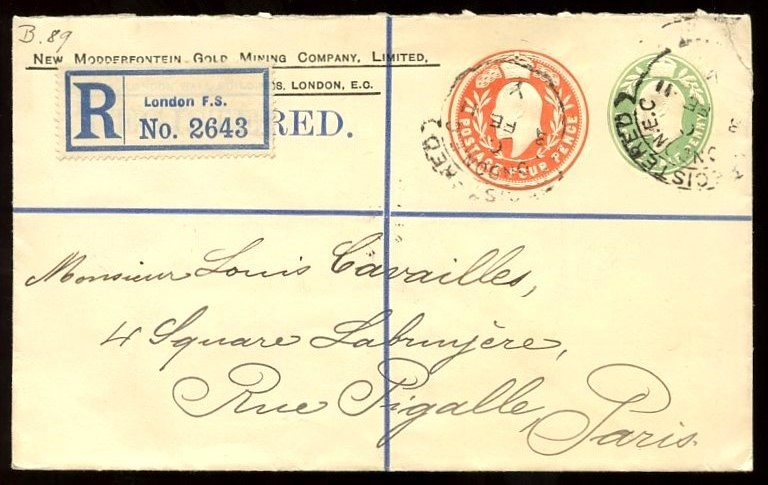
Заказное письмо  из Лондона в Париж (1911)

### Российская империя
В дореволюционной России в почтовом обращении также находились маркированные конверты:

Маркированные конверты Российской империи
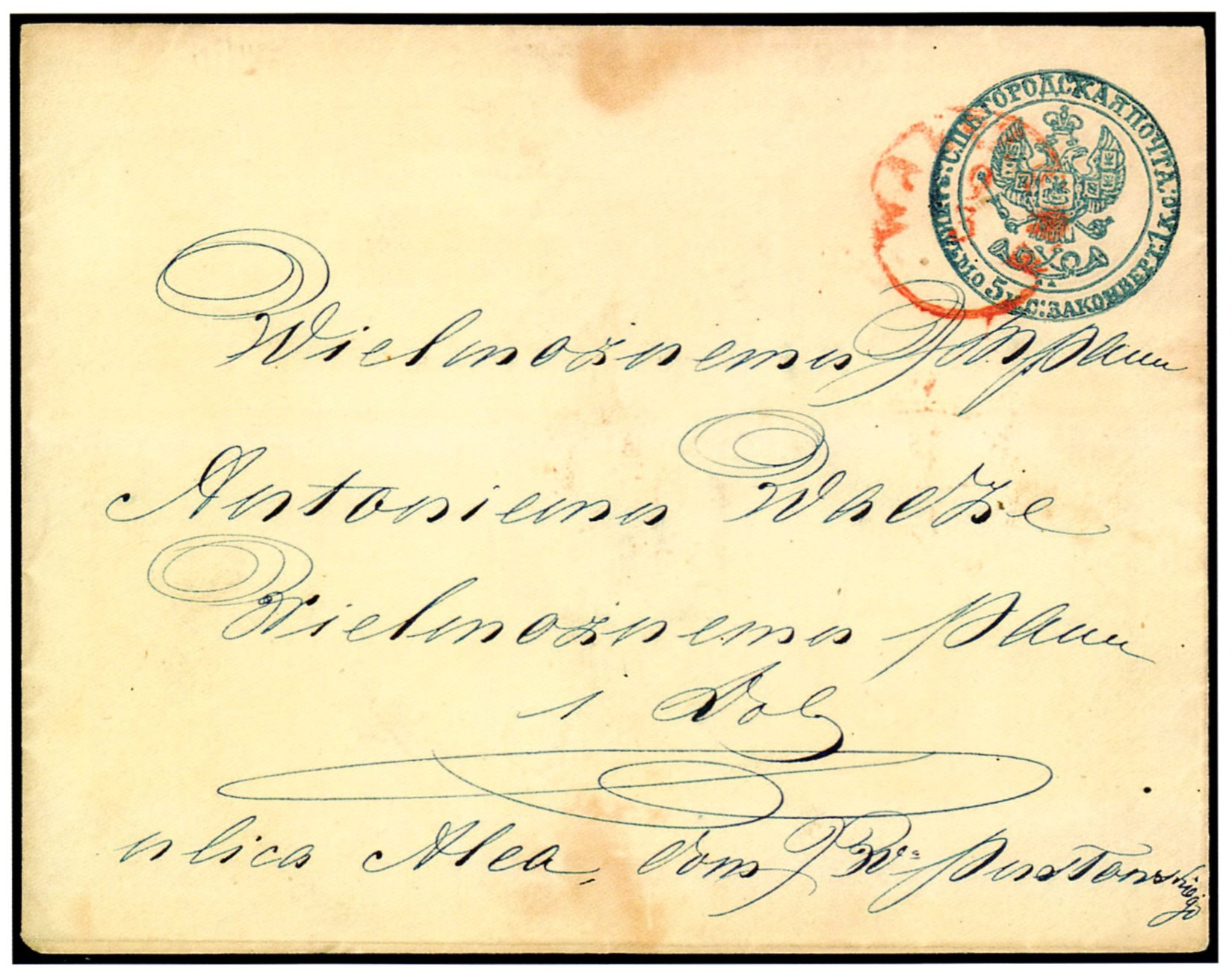
Пример штемпельных конвертов, предшествовавших маркированным: конверт городской почты Санкт-Петербурга, отправленный из Варшавы (1858; из коллекции В. Рахманова[англ.])
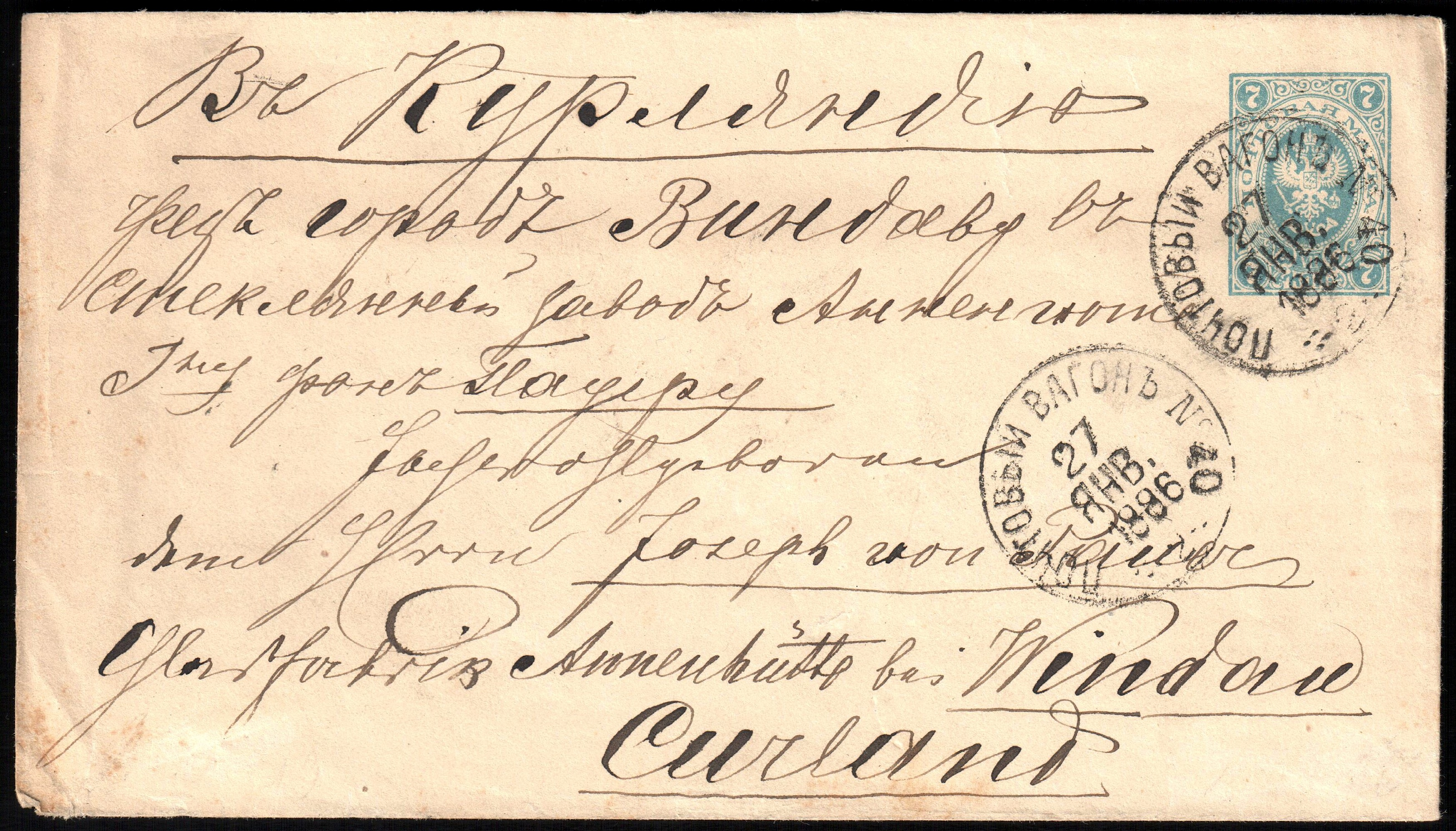
Маркированный конверт с напечатанной 7-копеечной стандартной маркой[^]. Письмо отправлено в Виндаву и погашено штемпелями почтового вагона (1886)
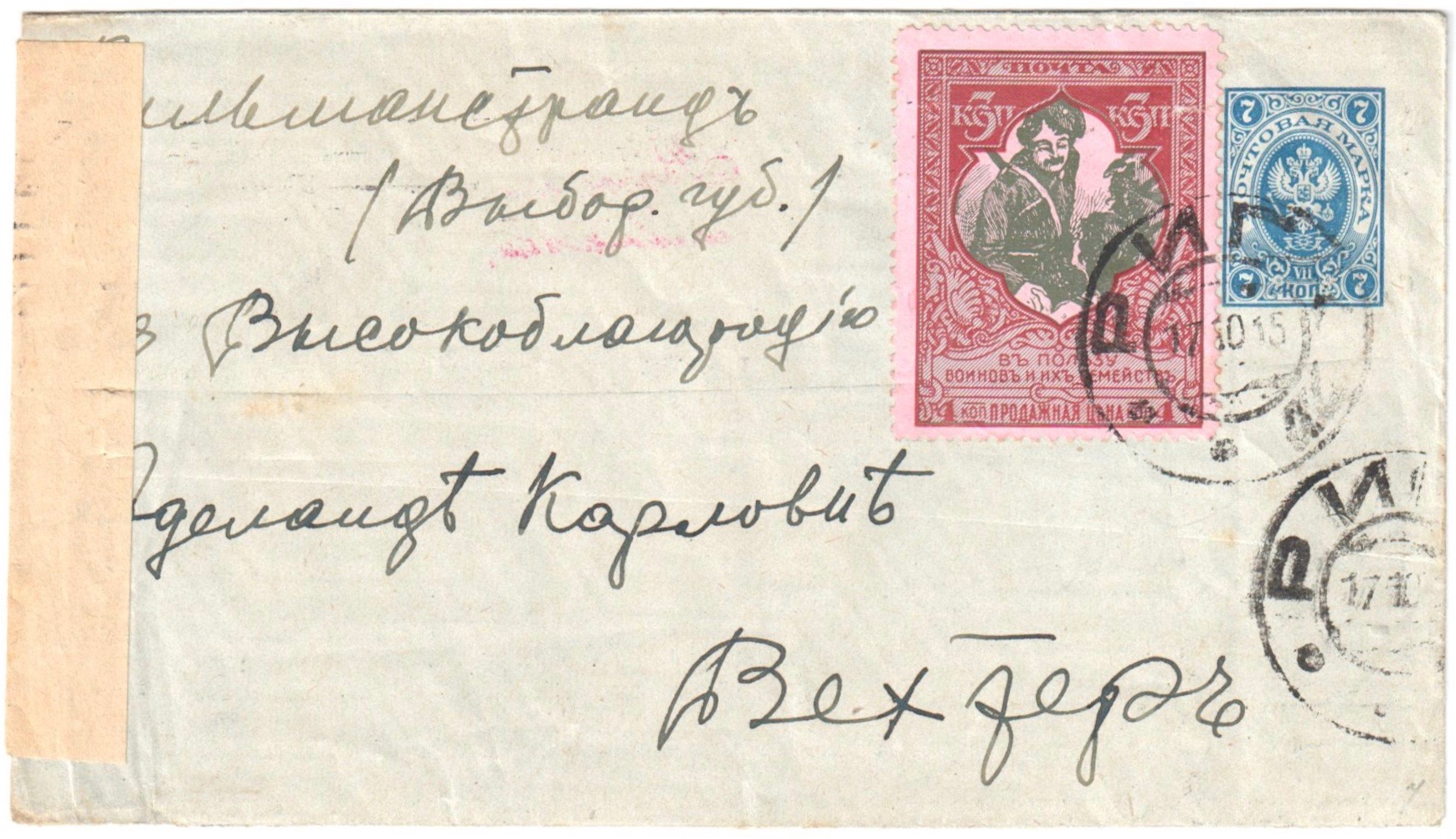
То же, отправлено из Риги в Вильманстранд и дополнительно франкировано почтово-благотворительной маркой (1915)

### СССР
Первый советский маркированный конверт стандартного образца (без иллюстраций) был выпущен в СССР в 1927 году. Этот конверт был снабжён надписью «Закрытое письмо» на шести языках.

Примеры маркированных конвертов СССР с напечатанными стандартной маркой и гербом СССР
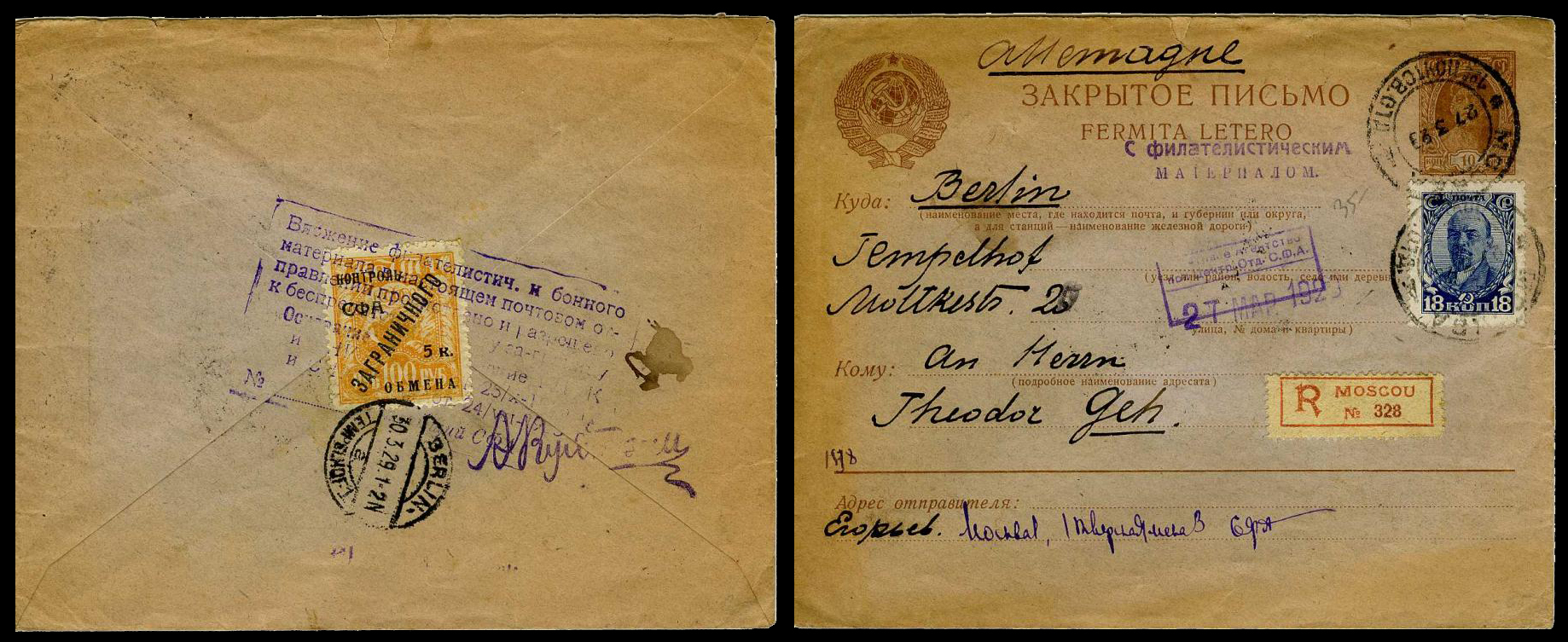
Конверт с 10-копеечной маркой и надписью «Закрытое письмо» на русском языке и эсперанто, который был дополнительно франкирован стандартной маркой в 18 копеек. Отправлен в 1929 году из Москвы в Берлин в виде заказного письма с вложением филателистического материала, прошедшего контроль СФА, о чём свидетельствуют марка контрольного сбора по заграничному обмену (на обороте) и другие пометки

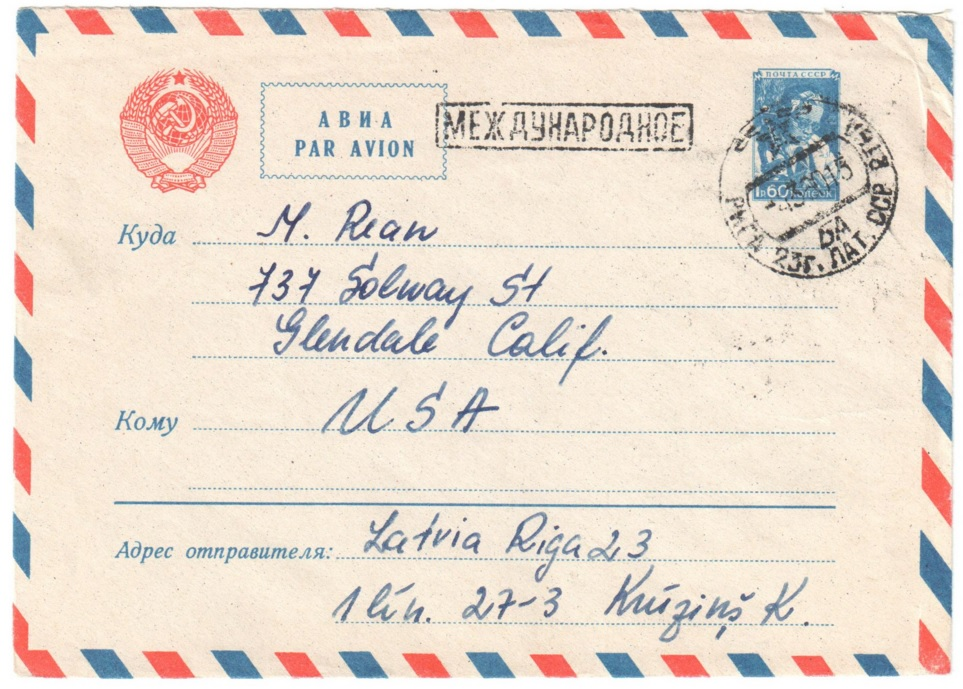
Авиапочтовый маркированный конверт СССР с 60-копеечной маркой, который был отправлен в 1960 году из Риги в США в виде международного письма
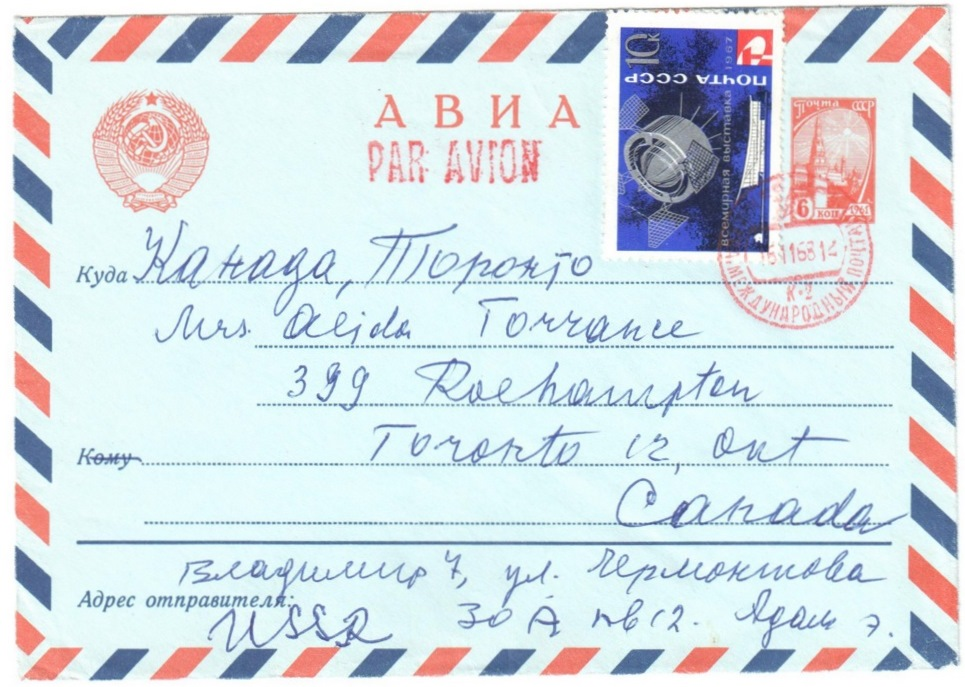
То же, с 6-копеечной маркой. Письмо 1968 года, дополнительно франкированное 10-копеечной маркой в честь «Экспо-67» в Монреале (ЦФА [АО «Марка»] #3460; Mi #3320), которое отправил(а) Э. Адам из Владимира в Торонто родственнице Алиде Торранс (Адам) [Alida Torrance (Adam)]
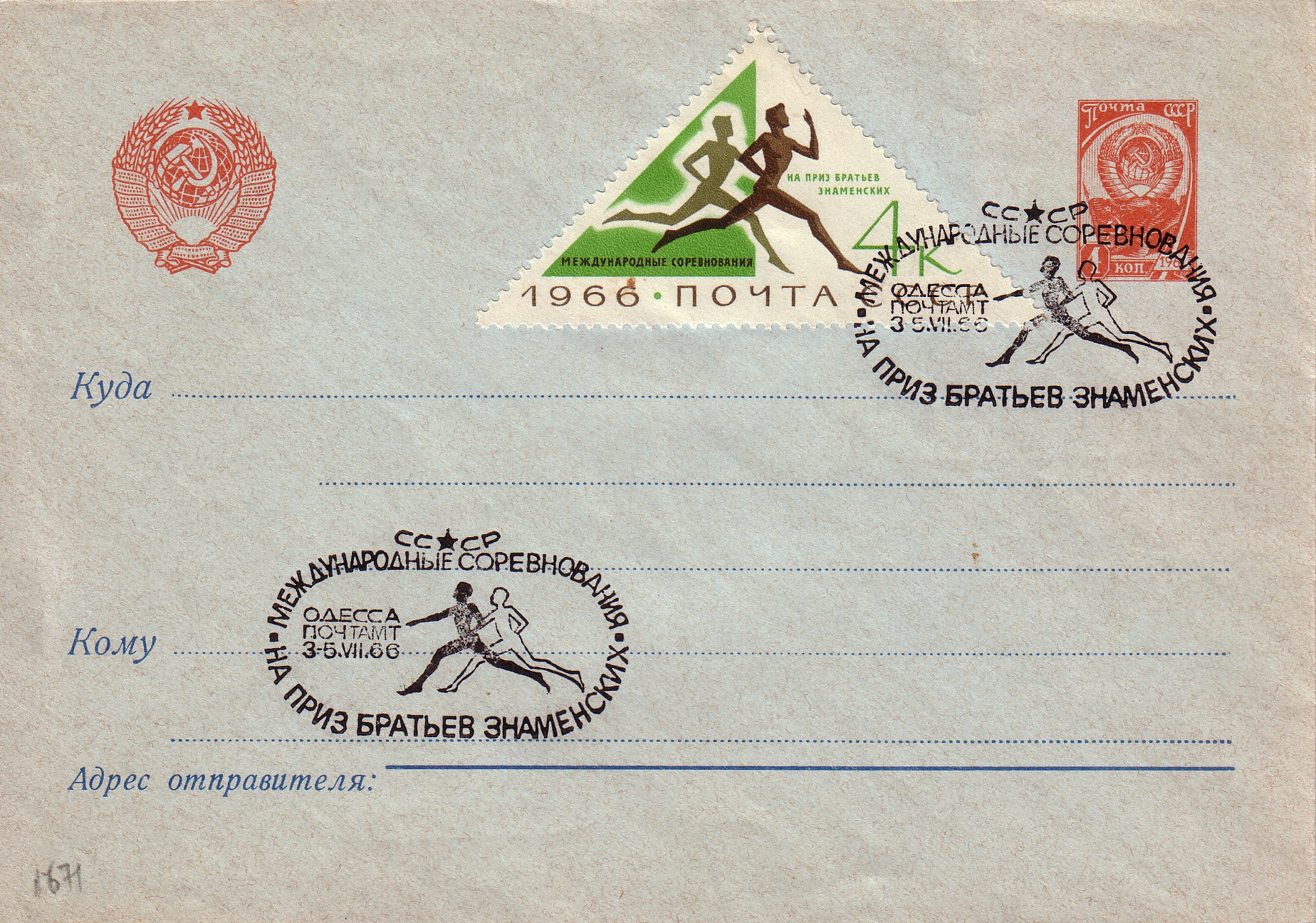
Не прошедший почту конверт для простого письма с 4-копеечной маркой, дополнительно наклеенной 4-копеечной маркой (ЦФА [АО «Марка»] № 3370) и специальным почтовым штемпелем «Международные соревнования на приз братьев Знаменских» (1966)[^]

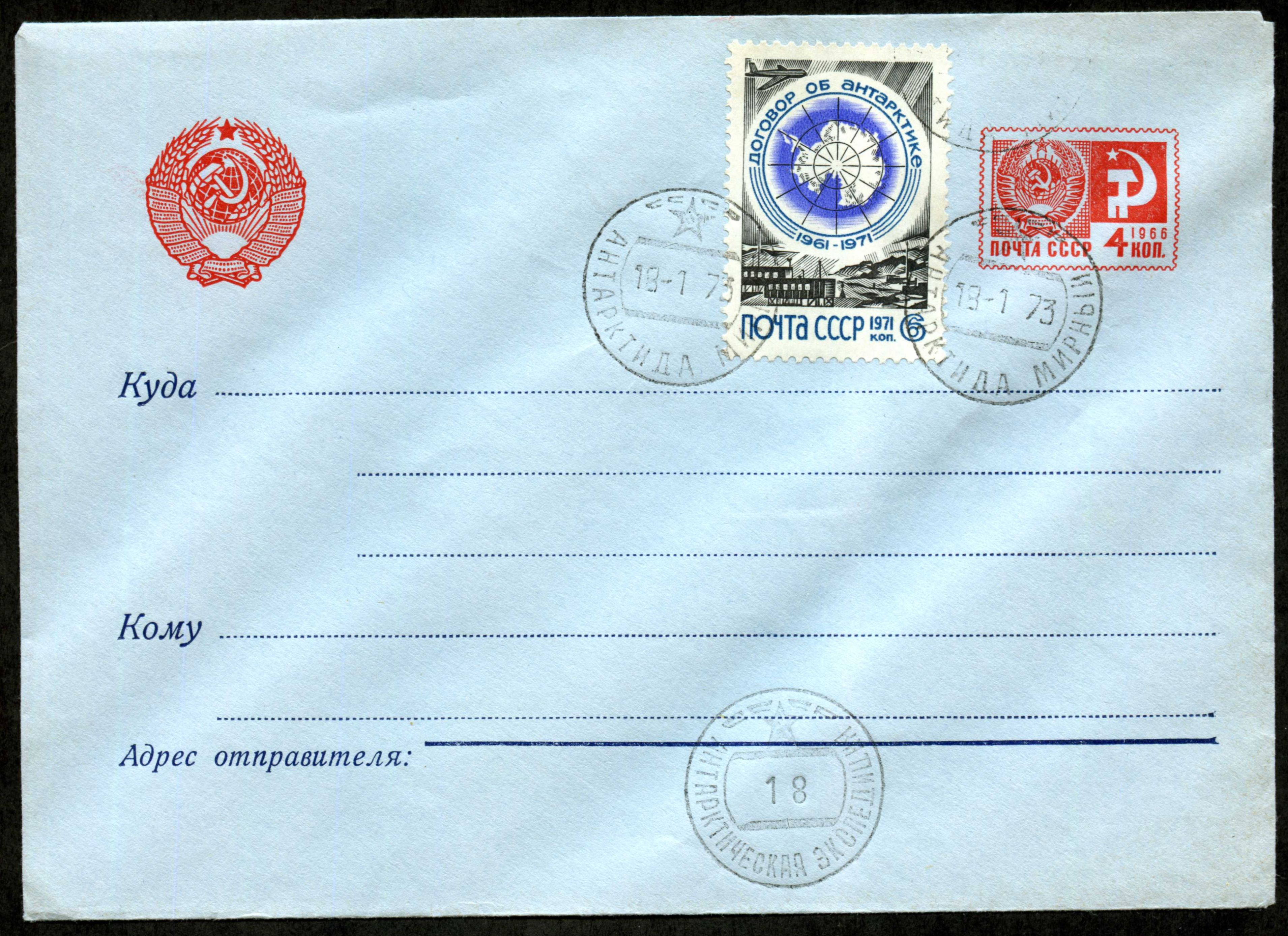
То же, с дополнительно наклеенной 6-копеечной маркой к 10-летию Договора об Антарктике (ЦФА [АО «Марка»] № 4010) и почтовыми штемпелями «Антарктида. Мирный» и «Антарктическая экспедиция 18» (1973)
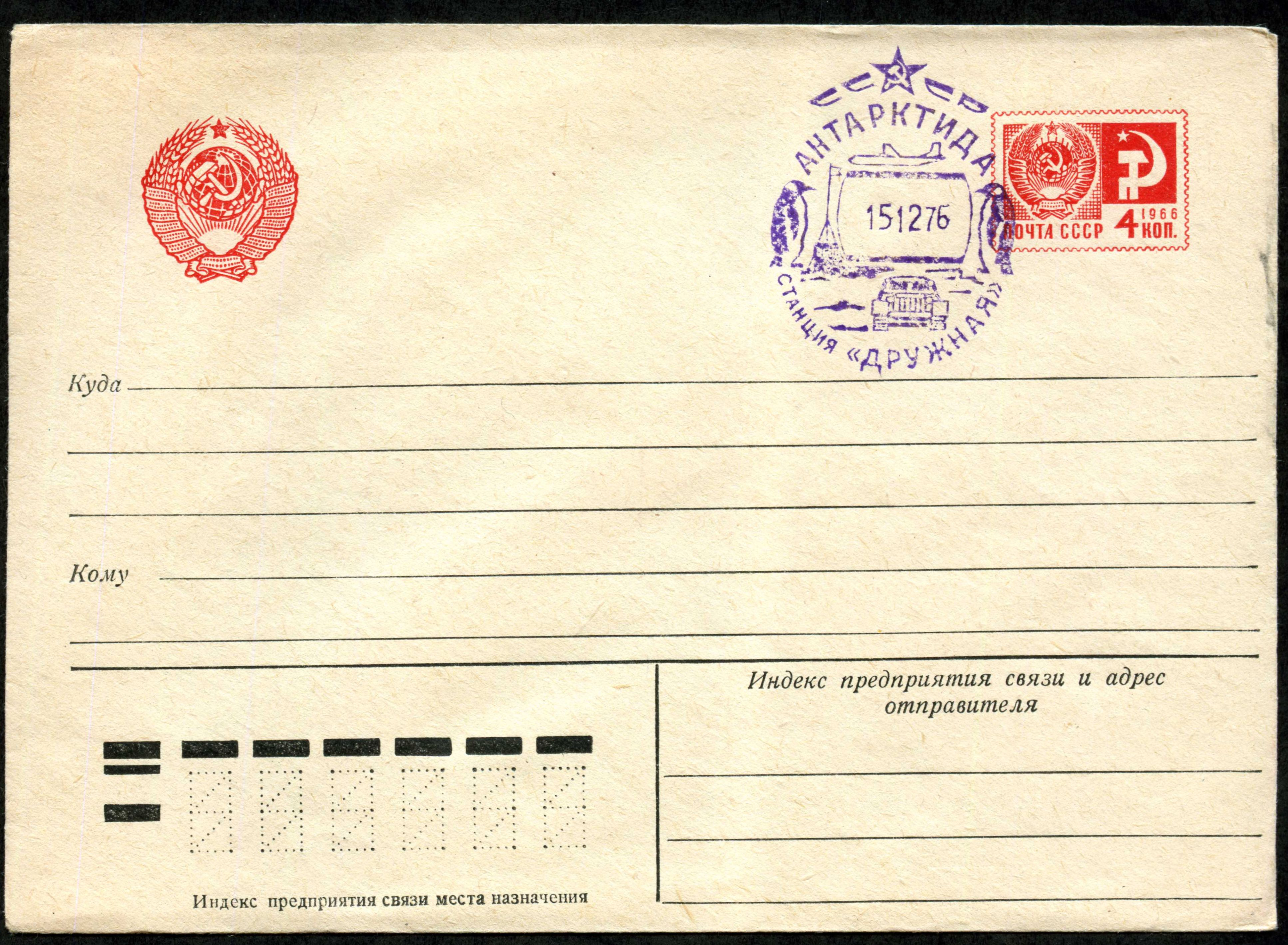
То же, с индексной сеткой и специальным почтовым штемпелем «Антарктида. Станция „Дружная“» (1976)
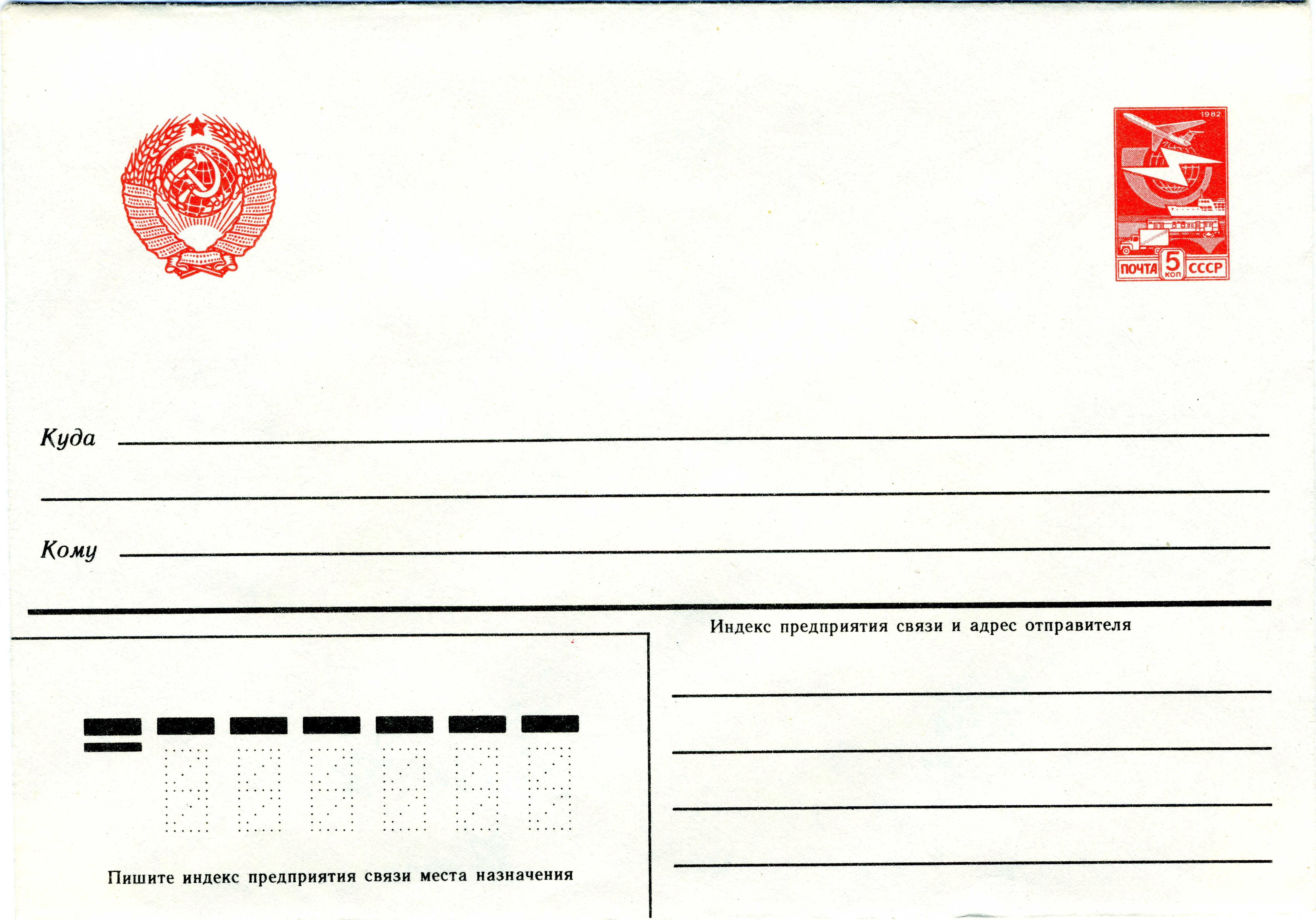
То же, с 5-копеечной маркой, чистый конверт[^] (1985)

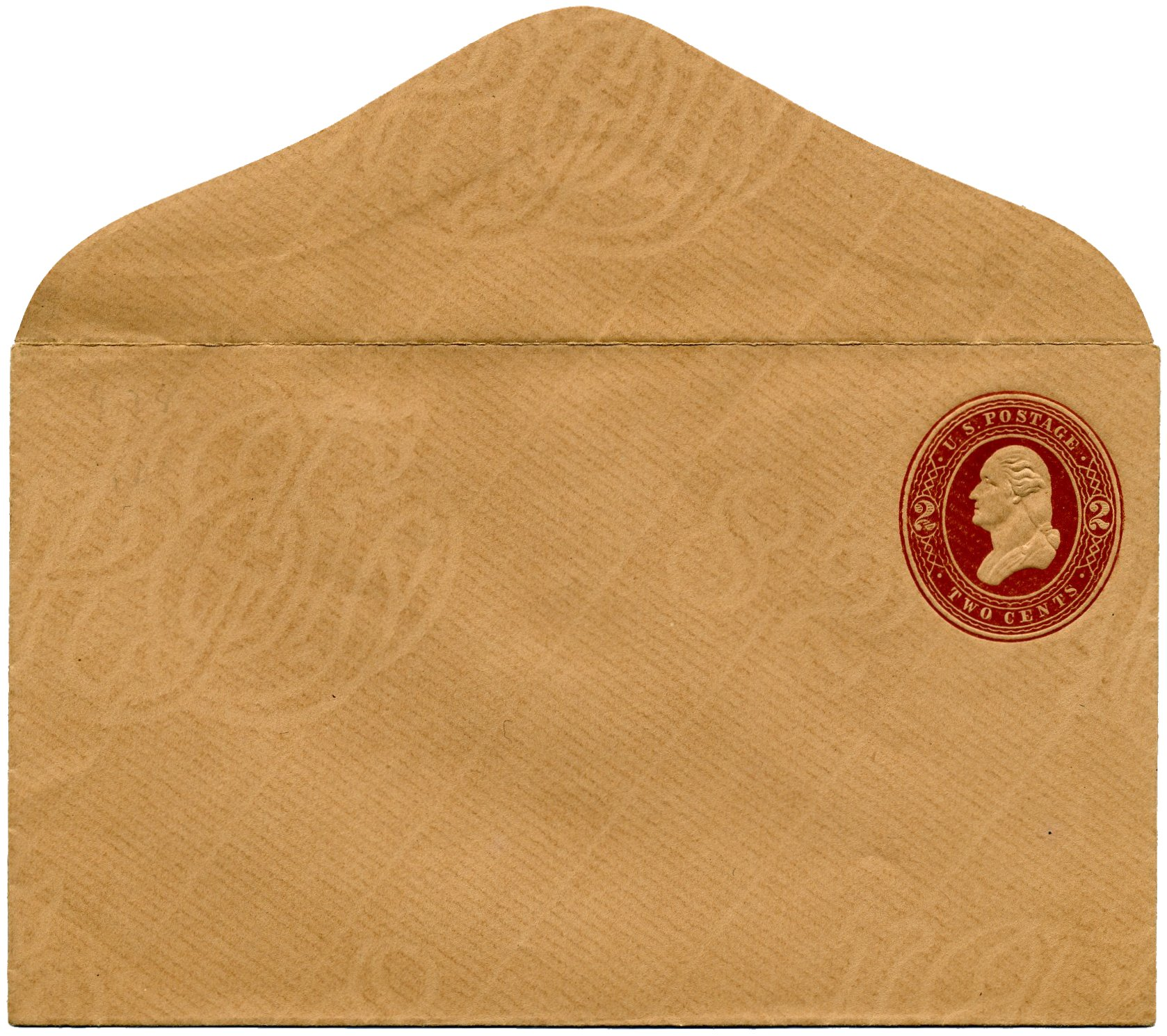
,, (1883)

### США
В августе 1852 года закон Конгресса США уполномочил генерального почтмейстера обеспечить «соответствующие конверты для писем с такими водяными знаками или другой защитой от подделки…[≡] с добавлением стоимости или номинала почтовых марок, таким образом напечатанных или вытисненных на них…". Первым результатом стало производство в 1853 году маркированных конвертов Несбитта (Nesbitt), названных так по имени частного подрядчика, который изготовил их по поручению правительства. Если учитывать различные размеры конвертов, высечку (определяющую форму их клапанов), цвет, штампы для печати знаков почтовой оплаты, номиналы, то можно насчитать буквально тысячи различных маркированных конвертов, изданных в США.

## Коллекционирование

### Каталогизация
Коллекционеры маркированных конвертов пользуются каталогами, для того чтобы знать, что было выпущено в этой области к настоящему времени. Зигфрид Ашер первым попытался полностью задокументировать цельные вещи всех стран, включая маркированные конверты. Примерно 40 лет спустя появился «Каталог цельных вещей мира Хиггинса и Гейджа». Хотя сейчас он уже устарел, он по-прежнему часто цитируется, поскольку охватывает все страны и к тому же с тех пор не предпринималось издание другого полного каталога. Каталог Хиггинса и Гейджа даёт описание маркированных конвертов по их размеру, изображённому знаку почтовой оплаты и его номиналу, иногда по некоторым адресным уголкам, в то же время порой игнорируя цвет конверта.
В каталоге «Скотт» описаны цвета появившихся в США конвертов и номиналы знаков почтовой оплаты, что идеально подходит для работы с вырезками из конвертов, но не даёт информации, необходимой для коллекционирования маркированных конвертов целиком, то есть полностью конверта. Обществом коллекционеров цельных вещей США опубликованы две книги, каталогизирующие маркированные конверты США. В этих книгах описываются все другие указанные критерии, а также высечка (форма клапанов конверта), что делает их наиболее полными каталогами маркированных конвертов США.
Исчерпывающим образом были описаны цельные вещи Великобритании, выходившие до 1970 года, а испанская компания Edifil издаёт полные списки маркированных конвертов Испании, Кубы[≡][≡], Филиппин и Пуэрто-Рико[≡].

Примеры маркированных конвертов некоторых других стран
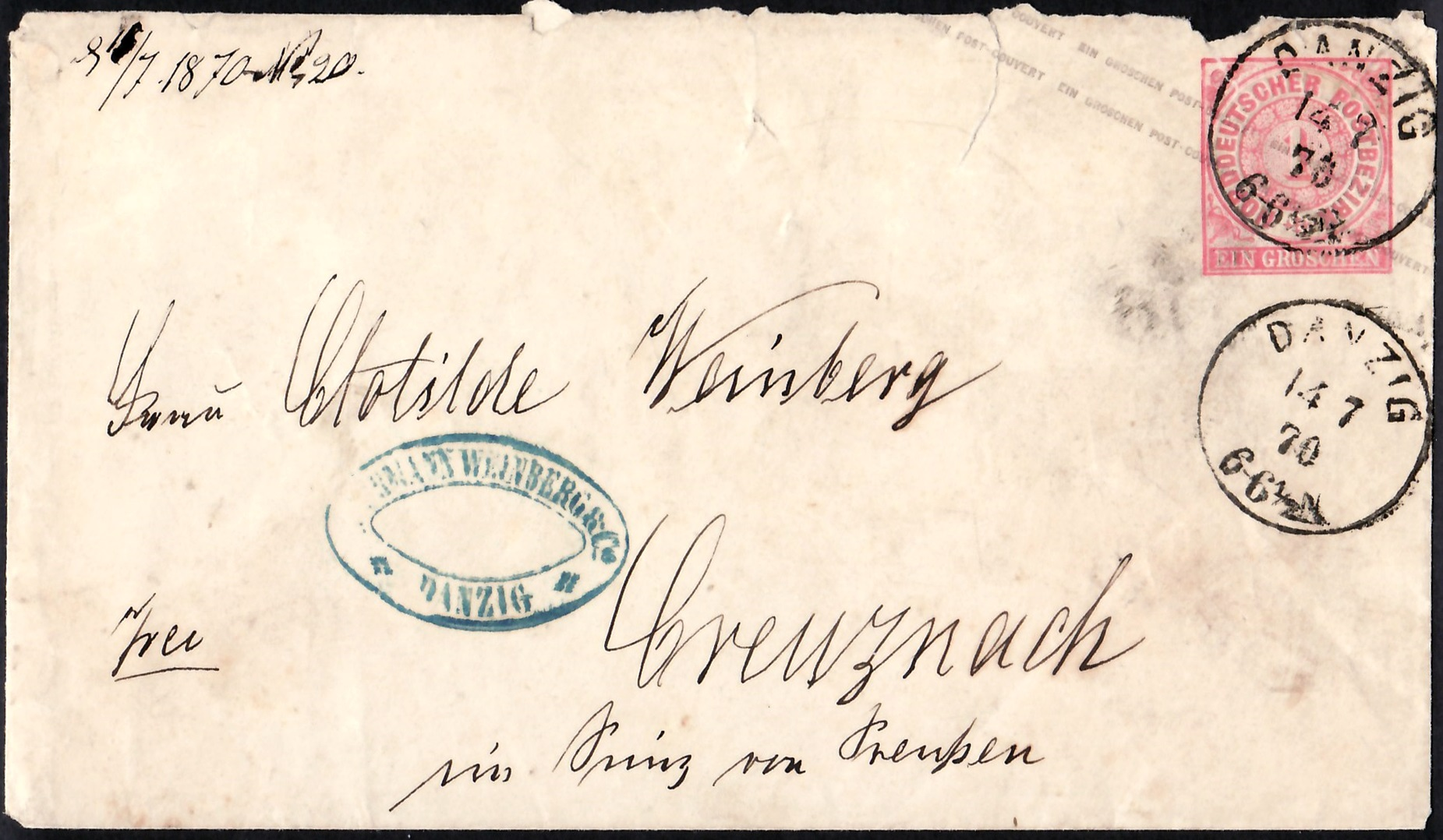
Северогерманский союз (1870). Письмо направлено из Данцига в Кройцнах
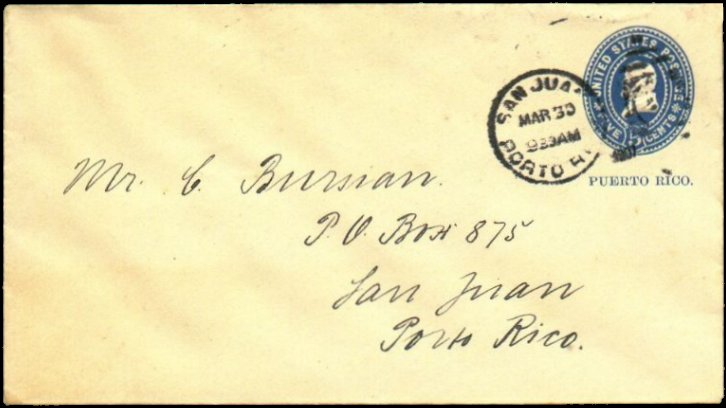
Конверт США для Пуэрто-Рико, прошедший почту в Сан-Хуане (1899)[^]
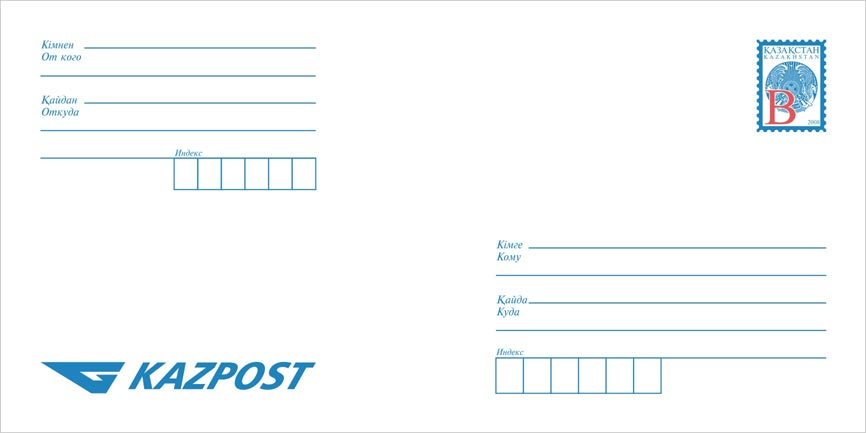
Чистый конверт Казахстана (2008)[^]

### Цельные вещи и вырезки
Маркированные конверты большей частью коллекционируют в целом виде. В XIX веке было принято коллекционировать вырезки из маркированных конвертов, которые называются «cut squares» в США[≡][≡] или «cut-outs» в Великобритании[≡][≡].

Примеры вырезок
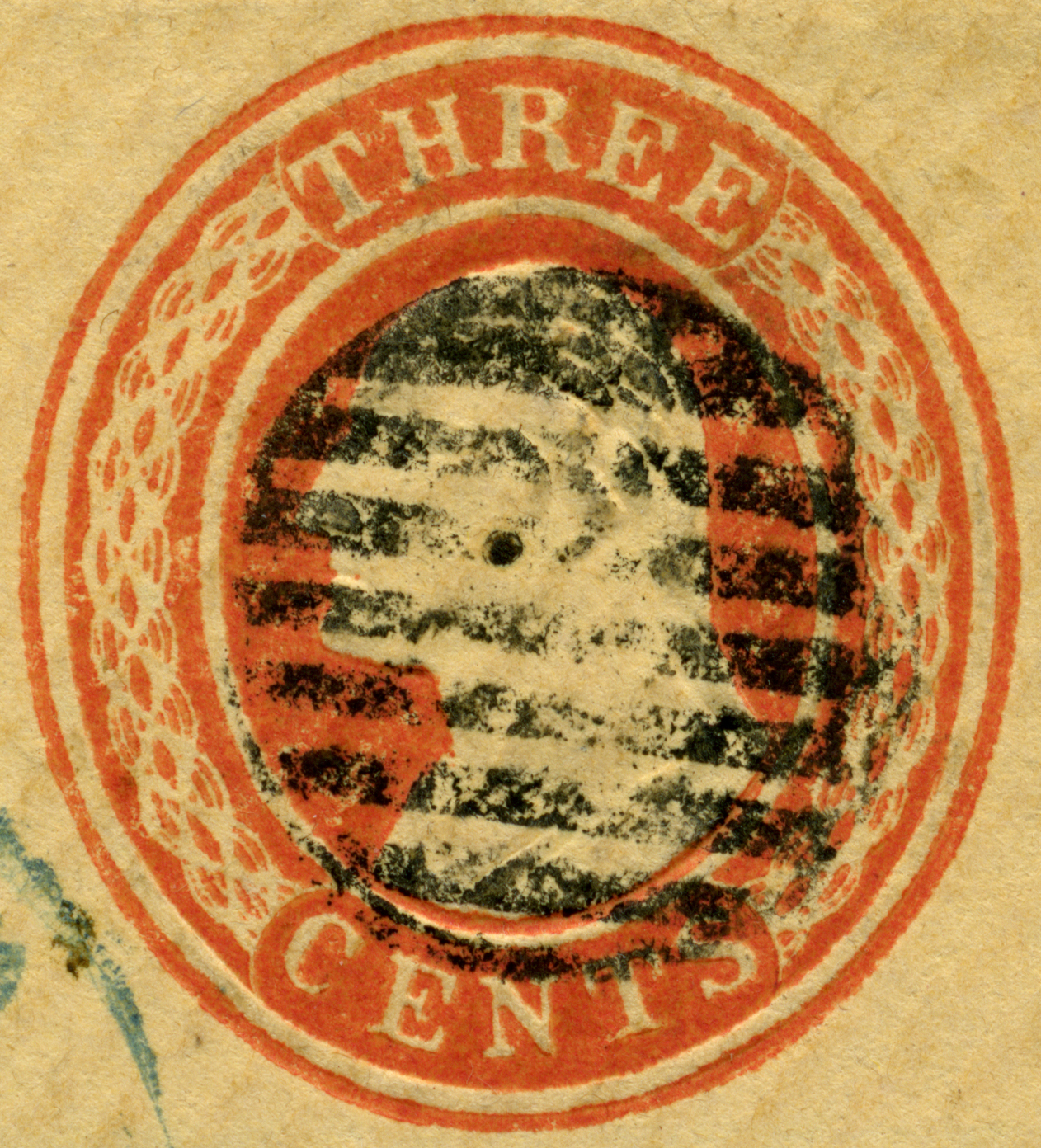
США: вырезка[англ.] из маркированного конверта, 1853—1855 (Sc #U2)[^]
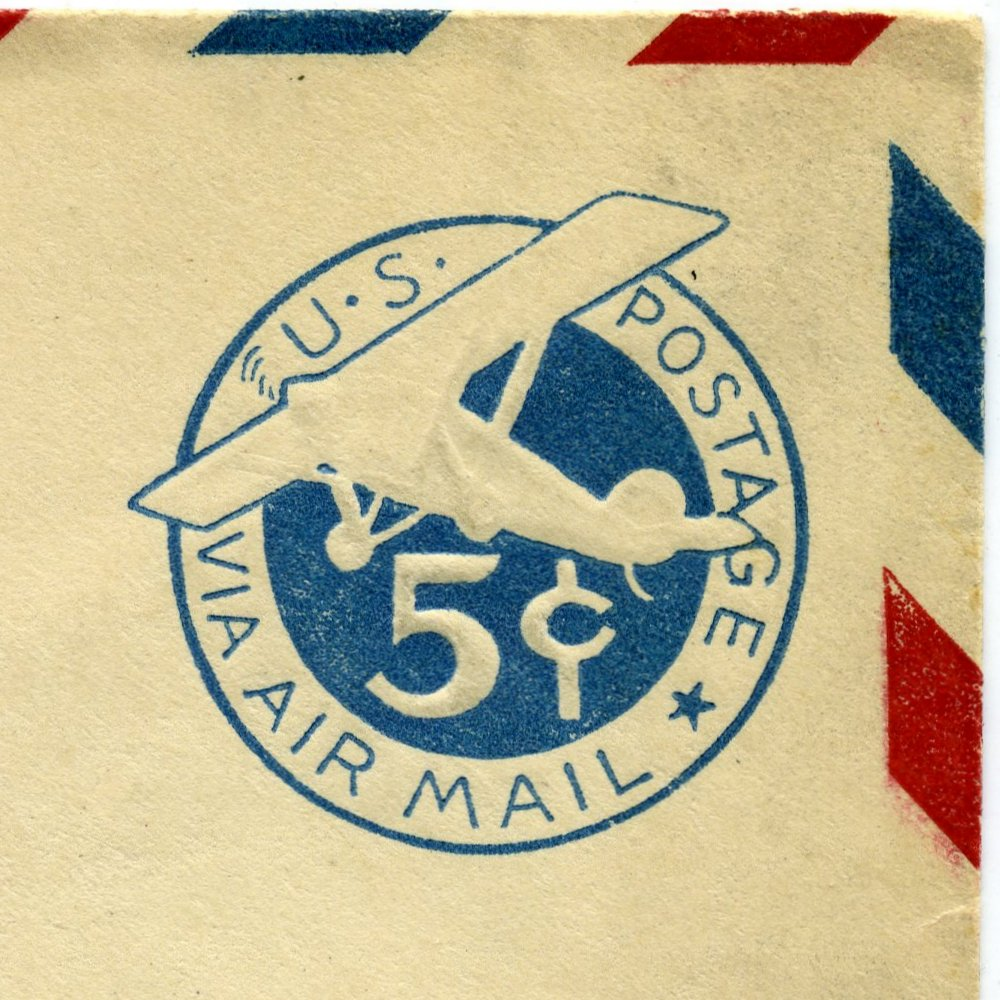
То же, из авиапочтового конверта (1929)[^]
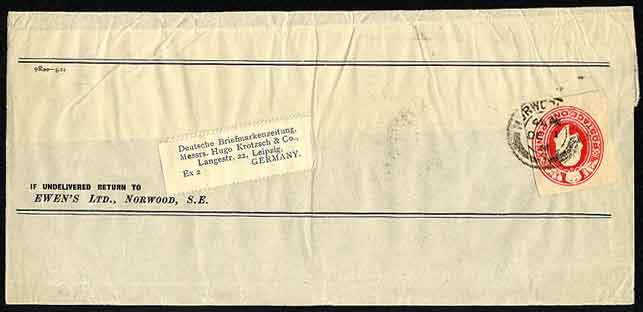
Великобритания: бандероль, отправленная в 1911 году в адрес издания «Briefmarkenzeitung»[нем.] (Лейпциг) из филателистической фирмы Ewen’s Ltd в Норвуде (Лондон), владельцем которой был Х. Л. Юэн. На оболочке бандероли наклеен напечатанный знак почтовой оплаты, вырезанный[англ.] из другой цельной вещи[^]

Это подразумевает вырезание тиснёного (рельефного) знака почтовой оплаты из почтового конверта и приводит к порче конверта. В результате на основании вырезки невозможно определить, из какого конкретно конверта она была сделана, а во многих случаях и сведения о гашении. На вырезке из конверта не понятно, каким образом был изготовлен сам маркированный конверт (то есть какая была высечка, обуславливающая форму клапанов конверта), прежде чем его сложили, а также не виден размер конверта.
При коллекционировании конвертов целиком отдельный знак почтовой оплаты может фигурировать на многих конвертах разных размеров. Некоторые страны выпускали одни и те же знаки почтовой оплаты на разных видах бумаги — верже[≡] и ватмане. Обычной практикой также является нанесение одного и того же знака почтовой оплаты на бумаге нескольких различных цветов. Наконец, два конверта одинакового размера могут иметь разные размеры клапана, указывающие на то, что они были вырезаны с использованием разных фигурных ножей для высечки.
Редко может появиться не указанный в каталогах цвет, или неправильно нанесённая надпечатка нового номинала или знак почтовой оплаты белого цвета, или наизнанку сложенный конверт — такие разновидности могут представлять определённую ценность. Все эти характеристики относятся к не прошедшим почту[≡] или неиспользованным конвертам. Если же добавить сюда оттиск почтового штемпеля с прошедшего почту, то есть использованного конверта, то возможности коллекционирования возрастают многократно. Бывшее ранее модным коллекционирование только новых, чистых, не прошедших почту конвертов[≡][≡][≡][≡] изменилось, потому что, как представляется, многие коллекционеры находят более интересными коллекции прошедших почту маркированных конвертов.